# Hieracium wilczekianum
Hieracium wilczekianum, vrsta runjike, trajnica iz porodice glavočika raširena je najviše po srednjoj, te u jugozapadnoj i jugoistočnoj Europi. Opisana je 1921.. Postoje brojne podvrste

## Podvrste
1. Hieracium wilczekianum subsp. wilczekianum; Njemačka, Švicarska, Francuska
2. Hieracium wilczekianum subsp. bagnense (Zahn) Zahn; Švicarska, Italija
3. Hieracium wilczekianum subsp. grandimontis (Zahn) Zahn; Austrija, Francuska, Italija
4. Hieracium wilczekianum subsp. intybelloides (Arv.-Touv.) Zahn; Švicarska, Francuska
5. Hieracium wilczekianum subsp. jurassiciforme (Zahn) Zahn; Austrija
6. Hieracium wilczekianum subsp. matajurense (Zahn) Zahn; Italija, Slovenija
7. Hieracium wilczekianum subsp. muerrense (Zahn) Zahn; Švicarska
8. Hieracium wilczekianum subsp. neveanum Zahn; Italija
9. Hieracium wilczekianum subsp. pratigoviense Käser & Zahn; Švicarska
10. Hieracium wilczekianum subsp. pseudosilsinum (Zahn) Zahn; Švicarska, Francuska
11. Hieracium wilczekianum subsp. romieuxii Zahn; Francuska
12. Hieracium wilczekianum subsp. schwimmeri Zahn; Austrija
13. Hieracium wilczekianum subsp. sertigense (Zahn) Zahn; Švicarska
14. Hieracium wilczekianum subsp. subdoronicifolium (Zahn) Zahn; Švicarska
15. Hieracium wilczekianum subsp. succisellum (Arv.-Touv. & Briq.) Zahn; Švicarska, Francuska
16. Hieracium wilczekianum subsp. trigonolepium Zahn; sjeverna Italija
17. Hieracium wilczekianum subsp. walfagehrense (Murr) Zahn; Austrija